# Субх
Субх умм Валад (930-е годы — 999) — супруга правителя Кордовского халифата аль-Хакама II, мать халифа Хишама II, одна из наиболее влиятельных женщин в истории раннесредневековой Испании.

## Биография

### Супруга аль-Хакама II
Субх была родом из народа басков. Её настоящим именем было имя Аврора («утренняя заря»), которое на арабский язык было дословно переведено как Субх.
В юности она попала в плен и как рабыня была продана в гарем аль-Хакама II, который к моменту своего вступления на престол в 961 году ещё не имел сыновей. Красавица Субх вскоре стала любимой женой халифа. Её влияние на него ещё больше возросло, когда в 962 году она родила ему первенца — Абд ар-Рахмана, а в 965 году второго сына, Хишама. Аль-Хакам II, которому к этому времени было уже около 50 лет, дарил своей жене богатые подарки (в том числе и сохранившийся до наших дней так называемый «Ларец из Саморы»), поместья и выполнял все её просьбы. Являясь весьма либеральным для того времени мусульманским правителем, аль-Хакам II даже позволял Субх покидать территорию дворца и гулять по Кордове, однако при этом она должна была одеваться в мужское платье и пользоваться данным ей халифом специально для подобных случаев именем Джафар (Chafar).
В 967 году при дворе халифа появился молодой и энергичный Мухаммад ибн Абу Амир (впоследствии больше известный как аль-Мансур), занявший должность управляющего имениями старшего сына халифа, Абд ар-Рахмана. Он вскоре стал оказывать на Субх значительное влияние. Предполагается даже, что они были любовниками. Субх стала покровительствовать аль-Мансуру, добиваясь от халифа назначения Мухаммада на всё более и более ответственные должности: аль-Мансур стал управляющим и её поместьями, затем начальником монетного двора, а после смерти в 970 году Абд ар-Рахмана — управляющим имениями нового наследника престола, Хишама.

### Мать халифа

#### Начало правления Хишама II
1 октября 976 года умер халиф аль-Хакам II. В последовавшем за этим противостоянии сторонников и противников возведения на престол Хишама II, Субх находилась в лагере сторонников своего сына, однако о её действиях в этих событиях ничего не известно.
2 октября состоялось торжественное возведение нового халифа на престол Кордовского халифата. В стране, в связи с малолетством Хишама, сложилась ситуация, когда реальная власть оказалась поделена между двумя наиболее видными чиновниками страны, хаджибом Джафаром аль-Мусхафи и аль-Мансуром. Субх, как мать халифа, имела статус верховной правительницы, без одобрения которой не принималось ни одно из решений по управлению государством. Только получив формальное согласие Субх, аль-Мансур смог сначала избавиться от аль-Мусхафи, а затем от излишнего влияния на халифа слуг-сакалиба и евнухов.

#### Изоляция Хишама II
В результате укрепления власти аль-Мансура в конце 978 или начале 979 года произошло объединение его врагов, которые приняли решение убить Хишама II и возвести на престол своего ставленника. Убийство вызвался осуществить один из бывших командиров сакалиба Джаузар, но совершённое им во время аудиенции нападение на халифа не удалось. Заговор был раскрыт.
Под предлогом возможности повторного нападения, аль-Мансур с полного согласия Субх начал постепенную изоляцию халифа в его дворце ас-Захра. Так как в 980 году Хишам должен был достигнуть своего совершеннолетия, аль-Мансур и Субх, не желавшие терять власть над страной, стали внушать Хишаму, что главное предназначение халифа — показывать своим подданным пример истинно благочестивой жизни, а управление государством должно быть возложено на его преданных слуг. Такие слова оказали на поддающегося влиянию Хишама II огромное воздействие. В результате халиф, став совершеннолетним, не предпринял никаких попыток получить в свои руки реальную власть в стране, полностью посвятив себя молитвам и изучению Корана. Перевод органов государственного управления в построенный за пределами столицы дворец Медина ас-Захара в 981 году ещё больше усилил отрешённость Хишама II от власти.

#### Заговор Субх
О жизни Субх в 980—990-е годы известно не очень много. Первое время она разделяла с аль-Мансуром реальное управление государством, однако по мере укрепления единоличной власти аль-Мансура Субх оказалась отстранена даже от формального одобрения принимаемых им решений. Такое положение перестало её устраивать и в 997 году она организовала заговор против аль-Мансура.
С помощью приближённых к ней евнухов и государственной казны, находящейся во дворце халифа, она распространила по Кордове слухи о серьёзных разногласиях между Хишамом II и аль-Мансуром и о намерении её сына взять на себя управление страной. Жители Кордовы находились на грани мятежа против аль-Мансура, когда тот потребовал передать ему государственную казну, но получил от Субх отказ. К тому же о поддержке халифа и о намерении явиться с войсками в столицу объявил наместник северо-африканских владений Кордовского халифата Зири ибн Атийя.
В этот момент проявился политический талант аль-Мансура, которому удалось добиться аудиенции у халифа и убедить его в своей верности. В конфликте между матерью и аль-Мансуром Хишам II встал на сторону последнего: он торжественно поручил ему управление государством и публично проявил к нему знаки уважения. Видя, что ей не удалось добиться от сына поддержки против аль-Мансура, Субх удалилась в одно из своих поместий, где умерла в 999 году.